# Natalie Cook
Natalie Louise Cook (Townsville, 19 januari 1975) is een voormalig Australisch beachvolleyballer. Ze deed in totaal vijfmaal deel aan de Olympische Spelen en werd met Kerri Pottharst in 2000 olympisch kampioen, nadat ze in 1996 brons hadden gewonnen. Met Nicole Sanderson won ze de bronzen medaille bij de wereldkampioenschappen in 2003. Daarnaast behaalde Cook in totaal 24 podiumplaatsen in de FIVB World Tour en won ze vijfmaal de Australische titel.

## Carrière

### 1993 tot en met 1997
Cook begon haar beachvolleybalcarrière in 1993 met Anita Spring. Het duo speelde in 1993 en 1994 zeven toernooien in de World Tour waaronder de Goodwill Games in Sint-Petersburg. In 1995 vormde Cook een team met Kerri Pottharst. Het duo nam dat jaar aan elf FIVB-toernooien deel met als beste resultaat een vierde plaats in Espinho en Santos. In 1996 vingen ze aan met een tweede plaats bij de officieuze wereldkampioenschappen in Rio de Janeiro. Bij de Olympische Spelen in Atlanta wonnen Cook en Pottharst de bronzen medaille door in de troostfinale het Amerikaanse duo Barbra Fontana en Linda Hanley te verslaan. In de World Tour werd verder bij zeven toernooien de top vijf gehaald en in Osaka ook de winst. Het jaar daarop speelde het duo zeven toernooien met een derde plaats in Busan alvorens ze aan de eerste officiële WK in Los Angeles meededen. Het tweetal was als vijfde geplaatst, maar verloor in de achtste finale van de Amerikaansen Karolyn Kirby en Nancy Reno. Na afloop van het WK speelde Cook nog twee toernooien met Angela Clarke.

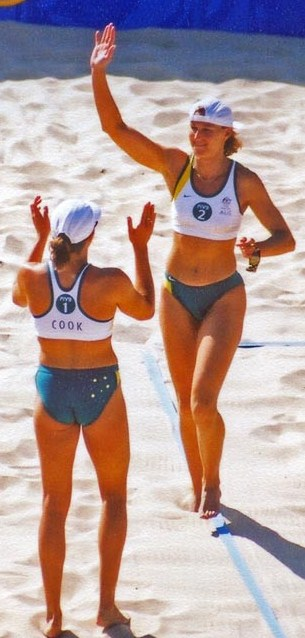
Cook (voor) en Pottharst tijdens de Olympische Spelen in Sydney (2000)

### 1998 tot en met 2002
In 1998 speelde Cook vier toernooien met Liane Fenwick en drie met Clarke waarbij een vijfde plaats met beide speelsters het beste resultaat was. Het jaar daarop namen Clarke en Cook na een derde plaats in Acapulco en een zevende plaats in Toronto deel aan de WK in Marseille. Het duo eindigde als negende nadat het in de vierde herkansingsronde via een bestraffing verloor van het Duitse tweetal Maike Friedrichsen en Danja Müsch. Vervolgens vormde Cook tot en met 2002 weer een team met Pottharst. In 1999 speelden ze nog vier toernooien in de World Tour met twee tweede plaatsen (Espinho en Osaka) en in het daaropvolgende jaar deden ze aan negen toernooien mee met drie derde plaatsen (Toronto, Espinho en Osaka). In 2000 werden Cook en Pottharst in eigen land olympisch kampioen door de finale in Sydney te winnen van het Braziliaanse duo Adriana Behar en Shelda Bede.
Het duo begon in 2001 met een overwinning in Macau en een tweede plaats in Cagliari. Daarna volgden een zevende plaats en twee vierde plaatsen. Bij de WK in Klagenfurt bereikten Cook en Pottharst de achtste finale waar ze werden uitgeschakeld door het Italiaanse duo Laura Bruschini en Annamaria Solazzi. Ze sloten het World Tour-seizoen af met een vierde en derde plaats en deden in september mee aan de Goodwill Games in Brisbane waar ze de wedstrijd om het brons verloren van het Amerikaanse duo Elaine Youngs en Barbra Fontana. In 2002 werd bij zes van de elf toernooien het podium gehaald: tweede in Stavanger en Rodos en derde in Madrid, Gstaad, Marseille en Maoming.

### 2003 tot en met 2006
Na afloop van het seizoen in 2002 kondigde Pottharst aan te stoppen met professioneel beachvolleybal (hoewel ze later terug zou keren met Summer Lochowicz), waarna Cook van 2003 tot en met 2006 een duo vormde met Nicole Sanderson. In hun eerste jaar werden ze driemaal derde in de World Tour (Osaka, Lianyungang en Los Angeles) en wonnen ze bovendien de bronzen medaille bij de WK in Rio de Janeiro ten koste van het Amerikaanse duo Jenny Jordan en Annett Davis. In 2004 speelde het duo vijf toernooien met een tweede plaats in Osaka als beste resultaat. Bij de Olympische Spelen in Athene verloren Cook en Sanderson de wedstrijd om het brons van het Amerikaanse duo Elaine Youngs en Holly McPeak waardoor ze als vierde eindigden.
In 2005 speelde Cook kortstondig met Summer Lochowicz. Het tweetal deed mee aan de WK in Berlijn waar het in de tweede herkansingsronde verloor van het Duitse duo Antje Röder en Helke Claasen en uiteindelijk als 25e eindigde. Eind juli hervatte Cook haar spel met Sanderson en het duo speelde nog vijf toernooien in de World Tour met als beste resultaat een vijfde plaats in Montréal. Het jaar speelden Cook en Sanderson elf toernooien waarbij ze niet verder kwamen dan een zevende plaats in Shanghai.

### 2007 tot en met 2012
In 2007 wisselde Cook van partner naar Tamsin Barnett met wie ze tot aan het einde van haar sportieve carrière in 2012 zou spelen. Het eerste seizoen haalden ze bij zeven van de zeven FIVB-toernooien de top tien, met een overwinning in Seoel. Het duo bereikte bij de WK in Gstaad de achtste finale waar het werd uitgeschakeld door de Braziliaanse zussen Maria Clara en Carolina Salgado. Het jaar daarop behaalden ze eveneens enkel toptienplaatsen met als beste resultaat twee tweede plaatsen (Osaka en Gstaad). Bij de Olympische Spelen in Peking eindigden Cook en Hinchley als vijfde, nadat ze de kwartfinale verloren hadden van het Braziliaanse duo Talita Antunes da Rocha en Renata Ribeiro.
Na een pauze van een jaar keerde Cook in 2010 terug bij Barnett. Het tweetal geraakte bij de zeven toernooien waar ze aan deelnamen niet verder dan de 17e plaats. De eerste helft van 2011 speelde Cook vervolgens met Tara West met wie ze aan de WK in Rome meedeed; het duo eindigde als laatste in de poule. De tweede helft van het jaar vervolgde Cook haar spel met Barnett. Ze haalden bij drie van de zes toernooien de top tien met een vijfde plaats in Québec als beste resultaat. Daarnaast won het duo de bronzen medaille bij de Aziatische kampioenschappen in Haikou ten koste van het Japanse duo Takemi Nishibori en Satoko Urata.
In 2012 speelden Cook en Barnett acht toernooien in de World Tour waarbij ze vijfmaal in de top tien eindigden met twee vijfde plaatsen (Berlijn en Klagenfurt) als beste resultaat. Dat jaar nam Cook in Londen ook voor de vijfde opeenvolgende keer deel aan de Olympische Spelen. Hoewel het duo niet voorbij de groepsfase kwam, was Cook de eerste vrouw die Australië op vijf Olympische Spelen heeft vertegenwoordigd. Na afloop van het toernooi beëindigde Cook haar sportieve carrière en in 2013 en 2014 werd ze respectievelijk opgenomen in de Volleyball Hall of Fame en in de Sports Australia Hall of Fame.

## Palmares
Kampioenschappen
- 1996:  OS
- 1997: 9e WK
- 1999: 9e WK
- 2000:  OS
- 2000:  NK
- 2001: 9e WK
- 2001:  NK
- 2002:  NK
- 2003:  WK
- 2003:  NK
- 2004: 4e OS
- 2004:  NK
- 2006:  NK
- 2007: 9e WK
- 2008: 5e OS
- 2011:  AK

FIVB World Tour
- 1996:  Rio de Janeiro Open
- 1996:  World Series Osaka
- 1997:  Busan Open
- 1999:  Acapulco Open
- 1999:  Espinho Open
- 1999:  Osaka Open
- 2000:  Toronto Open
- 2000:  Espinho Open
- 2000:  Osaka Open
- 2001:  Macau Open
- 2001:  Cagliari Open
- 2001:  Maoming Open
- 2002:  Madrid Open
- 2002:  Gstaad Open
- 2002:  Stavanger Open
- 2002:  Grand Slam Marseille
- 2002:  Rodos Open
- 2002:  Maoming Open
- 2003:  Osaka Open
- 2003:  Lianyungang Open
- 2003:  Grand Slam Marseille
- 2004:  Osaka Open
- 2007:  Seoel Open

## Persoonlijk
Cook is sinds 2008 met de voormalig Canadese beachvolleyballer Sarah Maxwell getrouwd. 